# マッテオ・ペッシーナ
マッテオ・ペッシーナ（Matteo Pessina, 1997年4月21日 - ）は、イタリア・モンツァ出身のサッカー選手。ACモンツァ所属。ポジションはミッドフィールダー。イタリア代表。

## 経歴

### クラブ
ACモンツァの下部組織で育ち、2015年1月6日にレガ・プロ（イタリア3部）に属していた同クラブでプロデビューを飾った。最終的にこの2014-15シーズンはリーグ戦22試合に出場し、同シーズンのクラブの最多出場選手となったが、2015年夏にクラブが破産しセリエDへの降格が決まったこともあり、ACミランにフリーで移籍した。2015-16シーズンは前半をレガ・プロのレッチェ、後半も同じくレガ・プロのカターニアにレンタル移籍するも出場機会をつかむことができなかった。しかし翌2016-17シーズンはコモにレンタル移籍すると、リーグ戦35試合に出場し9ゴールを挙げ主力としてチームに貢献した。
2017年7月7日、所属元のミランはアタランタからアンドレア・コンティを獲得し、それに伴い2400万ユーロ＋ペッシーナをアタランタに譲渡した。ペッシーナ自身は同年8月25日にアタランタからセリエBのスペツィアにレンタル移籍すると、2017-18シーズンのリーグ戦38試合に出場した。翌2018-19シーズンはアタランタに戻り、UEFAヨーロッパリーグの予選に出場しUEFA大会へのデビューを飾るなどしたが、リーグ戦12試合の出場にとどまった。
2019年8月27日、イヴァン・ユリッチに率いられ2年ぶりにセリエAに戻ってきたヴェローナにレンタル移籍した。するとこの2019-20シーズンはリーグ戦35試合に出場し7ゴールを挙げるなど、昇格組ながら9位と躍進したチームを主力として支えた。
2020-21シーズンは再びアタランタに戻ると、2020年10月21日にはアウェイでのミッティラン戦で途中出場し、UEFAチャンピオンズリーグのデビューを果たした。
2022年7月6日、ACモンツァにレンタル移籍、特定の条件を満たした場合買取義務が発生する。

### 代表
2017年に韓国で開催されたFIFA U-20ワールドカップでは、U-20イタリア代表の一員として3位入賞を経験した。
2020年11月7日、同月に行われる3試合に向けた41名のイタリア代表に名を連ね、A代表初選出となった。11日にアルテミオ・フランキで行われたエストニアとの親善試合で、サンドロ・トナーリに代わって後半開始と同時にピッチに入り初出場を果たすと、試合も4-0で勝利し自身のデビューを飾った。2021年6月、怪我で離脱のステファノ・センシに代わりユーロ2020を戦う代表メンバーに選出され、グループリーグ第3戦のウェールズ戦で先発起用されると、決勝ゴールを挙げ、決勝トーナメント1回戦のオーストリア戦では決勝ゴールを挙げて、チームのベスト8入りに貢献した。

## エピソード
- 2019-20シーズン開始前の2019年7月、アタランタのプレシーズンキャンプ初日にポルノサイトの「Pornhub」のロゴがデザインされたバッグを持って練習場に現れたことがある[12]。

## タイトル

### 代表
イタリア代表
- UEFA欧州選手権：1回 (2021)